# David Gillow
David Gillow (nascido em 16 de abril de 1958) é um ex-ciclista zimbabwano. Ele representou seu país durante os Jogos Olímpicos de Verão de 1980, na prova de corrida em estrada. Sua filha, Shara, competiu em dois eventos nos Jogos Olímpicos de Londres 2012.